# Superpuchar Bałtyku w piłce siatkowej mężczyzn (2024)
Superpuchar Bałtyku w piłce siatkowej mężczyzn 2024 (oficjalna nazwa ze względów sponsorskich: łot. Fracht Baltijas Superkauss 2024, est. Fracht Balti Superkarikas 2024) − 4. edycja turnieju o siatkarski superpuchar krajów bałtyckich zorganizowana przez Łotewski Związek Piłki Siatkowej (Latvijas volejbola federācija, LVF) w dniach 14-15 września w hali Arēna Rīga w Rydze. Poprzednio rozgrywki te odbyły się w 2015 roku.
W turnieju uczestniczyły cztery zespoły: Robežsardze/Rīga jako gospodarz, mistrz Estonii Selver x TalTech, zdobywca Pucharu Estonii Bigbank Tartu oraz mistrz i zdobywca Pucharu Łotwy SK Jēkabpils Lūši. W jego ramach rozegrano półfinały, mecz o 3. miejsce i finał. W pierwszym półfinale Bigbank Tartu pokonał w trzech setach Selver x TalTech, natomiast w drugim półfinale SK Jēkabpils Lūši wygrał w pięciu setach z drużyną Robežsardze/Rīga. Superpuchar zdobył Bigbank Tartu, który w finale zwyciężył w pięciu setach z SK Jēkabpils Lūši. Trzecie miejsce zajął zespół Robežsardze/Rīga.
Sponsorem tytularnym turnieju było przedsiębiorstwo Fracht SIA.

## Drużyny uczestniczące
| Drużyna           | Osiągnięcia w sezonie 2023/2024      |
| ----------------- | ------------------------------------ |
| Selver x TalTech  | mistrzostwo Estonii                  |
| Bigbank Tartu     | zdobycie Pucharu Estonii             |
| SK Jēkabpils Lūši | mistrzostwo i zdobycie Pucharu Łotwy |
| Robežsardze/Rīga  | 3. miejsce w mistrzostwach Łotwy     |
| Źródło:           |                                      |

## Drabinka
|  |                   |                   |                   |                   |   |               |               |       |
|  | Półfinały         | Półfinały         | Półfinały         |                   |   | Finał         | Finał         | Finał |
|  | Półfinały         | Półfinały         | Półfinały         |                   |   | Finał         | Finał         | Finał |
|  |                   |                   |                   |                   |   |               |               |       |
|  |                   |                   |                   |                   |   |               |               |       |
|  | Selver x TalTech  | Selver x TalTech  | 0                 |                   |   |               |               |       |
|  | Selver x TalTech  | Selver x TalTech  | 0                 |                   |   |               |               |       |
|  | Bigbank Tartu     | Bigbank Tartu     | 3                 |                   |   |               |               |       |
|  | Bigbank Tartu     | Bigbank Tartu     | 3                 |                   |   | Bigbank Tartu | Bigbank Tartu | 3     |
|  |                   |                   |                   |                   |   | Bigbank Tartu | Bigbank Tartu | 3     |
|  |                   |                   | SK Jēkabpils Lūši | SK Jēkabpils Lūši | 0 |               |               |       |
|  | SK Jēkabpils Lūši | SK Jēkabpils Lūši | SK Jēkabpils Lūši | SK Jēkabpils Lūši | 0 | 3             |               |       |
|  | SK Jēkabpils Lūši | SK Jēkabpils Lūši |                   |                   |   |               |               |       |
|  | Robežsardze/Rīga  | Robežsardze/Rīga  | 2                 |                   |   |               |               |       |
|  | Robežsardze/Rīga  | Robežsardze/Rīga  | 2                 | Mecz o 3. miejsce |   |               |               |       |
|  |                   |                   |                   |                   |   |               |               |       |
|  |                   |                   |                   |                   |   |               |               |       |
|  |                   |                   |                   |                   |   |               |               |       |
|  | Selver x TalTech  | Selver x TalTech  | 2                 |                   |   |               |               |       |
|  | Selver x TalTech  | Selver x TalTech  | 2                 |                   |   |               |               |       |
|  | Robežsardze/Rīga  | Robežsardze/Rīga  | 3                 |                   |   |               |               |       |
|  | Robežsardze/Rīga  | Robežsardze/Rīga  | 3                 |                   |   |               |               |       |

## Rozgrywki
Godziny według czasu lokalnego (UTC+3).

### Półfinały
| 14 września 202411:00 Źródło: | Selver x TalTech | 0:3(22:25, 18:25, 24:26) | Bigbank Tartu | Arēna Rīga, Ryga Sędzia: Ilja Minins i Jānis Ivanovs |
| 14 września 202411:00 Źródło: |                  | 0:3(22:25, 18:25, 24:26) |               | Arēna Rīga, Ryga Sędzia: Ilja Minins i Jānis Ivanovs |

| 14 września 202414:00 Źródło: | SK Jēkabpils Lūši | 3:2(32:30, 23:25, 25:22, 22:25, 15:10) | Robežsardze/Rīga | Arēna Rīga, Ryga Sędzia: Kristjan Vanaveski i Imre Käpa |
| 14 września 202414:00 Źródło: |                   | 3:2(32:30, 23:25, 25:22, 22:25, 15:10) |                  | Arēna Rīga, Ryga Sędzia: Kristjan Vanaveski i Imre Käpa |

### Mecz o 3. miejsce
| 15 września 202411:00 Źródło: | Selver x TalTech | 2:3(22:25, 25:23, 19:25, 25:19, 12:15) | Robežsardze/Rīga | Arēna Rīga, Ryga Sędzia: Imre Käpa i Rolands Piševs |
| 15 września 202411:00 Źródło: |                  | 2:3(22:25, 25:23, 19:25, 25:19, 12:15) |                  | Arēna Rīga, Ryga Sędzia: Imre Käpa i Rolands Piševs |

### Finał
| 15 września 202417:00 Źródło: | Bigbank Tartu | 3:0(25:13, 25:20, 25:19) | SK Jēkabpils Lūši | Arēna Rīga, Ryga Sędzia: Salvis Kurtišs i Kristjan Vanaveski |
| 15 września 202417:00 Źródło: |               | 3:0(25:13, 25:20, 25:19) |                   | Arēna Rīga, Ryga Sędzia: Salvis Kurtišs i Kristjan Vanaveski |

## Klasyfikacja końcowa
| Lp. | Drużyna           |
| --- | ----------------- |
| 1.  | Bigbank Tartu     |
| 2.  | SK Jēkabpils Lūši |
| 3.  | Robežsardze/Rīga  |
| 4.  | Selver x TalTech  |